# مجزرة روك سبرينغز
مجزرة روك سبرينجز (بالإنجليزية: Rock Springs massacre)‏ المعروفة أيضاً بشغب روك سبرينجز (بالإنجليزية: Rock Springs Riot)‏ حدثت في 2 سبتمبر 1885 في مدينة روك سبرينغز الواقعة في مقاطعة سويتواتر بولاية وايومنغ الأمريكية.

كان هذا الشغب بين (عمال المناجم البيض المهاجرين) وعمال المناجم المهاجرين الصينيين)، وكان نتيجة التوتر العنصري، ونزاع العمال المستمر علي سياسة شركة يونيون باسيفيك للفحم بإعطاء العمال الصينيين أجر أقل من العمال البيض.

هذه السياسة أدت إلى استئجار العمال الصينيين بدلاً من العمال البيض مما أدى إلى زيادة غضب العمال البيض وساهم في حدوث أعمال شغب. كانت التوترات العنصرية من أكبر العوامل التي أدت لوقوع المذبحة. بعد انتهاء الشغب وجِد على الأقل 28 قتيل صيني و15 جريح. أحرق مثيري الشغب 75 منزل صيني مما أدى إلى خسائر بقيمة 150,000 دولار أمريكي.
كان التوتر بين المهاجرين البيض والمهاجرين الصينيين في نهاية القرن التاسع عشر في غربي البلاد على أشدها ولا سيما في العقد السابق للعنف. المجزرة في روك سبرينجز كانت الانفجار العنيف لسنوات من المشاعر المناهضة للصينيين في الولايات المتحدة. قانون استبعاد الصينيين (بالإنجليزية: Chinese Exclusion Act)‏ الذي أصدر في عام 1882 علق الهجرة الصينية لمدة 10 سنوات، ولكن ليس قبل مجيء آلاف المهاجرين إلي أمريكا الغربية. في البداية معظم المهاجرين الصينيين إلي منطقة وايومنغ عملوا في السكك الحديدية، لكن انتهي الأمر بعمل الكثير منهم في مناجم الفحم التي تمتلكها شركة يونيون باسيفيك للسكك الحديدية. مع زيادة أعداد المهاجرين الصينيين، ازدادت المشاعر المناهضة للصينيين من البيض. فرسان العمل، وهم من أوائل الأصوات ضد عمل المهاجرين الصينيين، شكلوا فصلاً في روك سبرينجز عام 1883، وقد كان معظم مثيري الشعب ينتمون إلى هذه المؤسسة. بالرغم من ذلك لم يتم إنشاء رابط مباشر يصل بين الشغب ومؤسسة فرسان العمل الوطنية.
نُشِرت القوات البرية الأمريكية في روك سبرينجز بعد أحداث الشغب مباشرةً. قامت القوات بمرافقة المهاجرين الصينيين الذين نجوا والذي هرب معظمهم إلى ايفانستون، وايومنغ إلى روك سبرينجز مجدداً بعد الشغب بإسبوع. جاءت ردود الفعل سريعاً في منشورات هذه الحقبة. في روك سبرينجز دعمت الصحيفة المحلية نتيجة الشغب، بينما الصحائف الأخرى في وايومينج، لم يكن هناك دعم سوى للأسباب التي أدت العمال البيض للشغب. أثرت مجزرة روك سبرينجز على موجة من أعمال العنف المناهضة للصينيين، خاصةً في منطقة بوغيت ساوند الواقعة في إقليم واشنطن.

## الخلفية
لم تكن هجرة الصينيين إلي الولايات المتحدة في هذا الوقت مُنظَّمة أو منتشرة. ورد في كتابات جيه آر تاكر من مجلة «نورث أميريكان ريفيو» عام 1884 أن الأغلبية العظمى فيما يقارب 100,000 من المهاجريين الصينيين أقاموا في غربي الولايات المتحدة: أي ولايات كاليفورنيا، ونيفادا، وأوريغون وواشنطن. قد أكد الوزير الأمريكي إلي الصين، جورج سيوارد علي أرقام مماثلة في مجلة «سكريبنرز» قبل خمس سنوات.
أول وظيفة عمل بها العمال الصينيين في وايومنغ كانت علي السكك الحديدية، التابعة لشركة يونيون باسيفيك كعمال لتصليح الطرق. وسرعان ما أصبح العمال الصينيين من أثمن العمال في شركة يونيون باسيفيك، وعمِلوا مع خطوط يونيون باسيفيك للسكك الحديدية ومناجم الفحم التابعة للشركة من مدينة لارامي إلي مدينة إيفانستون. أنتهى الأمر بعمل معظم العمال الصينيين في مقاطعة سويت واتر، ولكن عدد كبير منهم استقر في مقاطعة كاربون، ومقاطعة يونتا.